# Geny Rohner
Eugen (Geny) Rohner (Rebstein, 1922) is een Zwitsers componist en musicus.

## Levensloop
Rohner studeerde bij Eugen Giannini, bij Francis Burger in Zürich en bij Heinz Sandauer in Wenen. Aansluitend speelde hij in vele dans- en andere kleine orkesten of ensembles mee.
Als componist schrijft hij veel lichte muziek voor orkest, harmonieorkest, vocale muziek en voor accordeon. In de laatste jaren werkte hij ook als componist en arrangeur voor de Belgische accordeonist Le Grand Julot.

## Composities

### Werken voor orkest
- It was a summerday
- Pastorale
- Serenade, voor trompet en orkest
- Shop Ville
- Strings and Feeling
- Sundy, swing
- Sweet Melody
- Swinging Barock
- Tango Dorada
- The spirit of music
- Tramper-Boogie
- Valse Caprice
- Wär ich ein Engel

### Werken voor harmonieorkest
- California-Rhapsodie
- Desperado, romantische fantasie
- Heimatlied, polka
- Jet-Set-Boogie
- Manege frei!, paso-doble
- Tarantella

### Vocale muziek
- Fußballfieber, voor zangstem en piano
- Holiday im Alpenland, mars voor zangstem en piano
- Könnt i a Bua noch sein, voor zangstem en piano
- PlayStation, voor zangstem en piano
- Weihnacht, voor zangstem en piano

### Werken voor accordeon
- Happy song
- Summer party
- Swiss melody